# Cearbhall Ó Dálaigh
Cearbhall Ó Dálaigh, född 11 februari 1911 i Bray, Wicklow, död 22 mars 1978 i Dublin, var Irlands president från december 1974 till oktober 1976.